# Улица Вула Антића (Врање)
| Улица Вула Антића           | Улица Вула Антића                                                                           |
| --------------------------- | ------------------------------------------------------------------------------------------- |
|                             |                                                                                             |
| Почетак                     | Раскрсница улица Боре Станковића, Жикице Јовановића Шпанца, Доситејева и Ивана Милутиновића |
| Крај                        | Карађорђева улица                                                                           |
| Дужина                      | 240 m                                                                                       |
| Ширина                      | 12 m                                                                                        |
| Створена                    | 1928. год.                                                                                  |
| Названа                     | 1950. год.                                                                                  |
| Стари називи                | Дечанска улица, Кнез Михајлова                                                              |
|                             |                                                                                             |
|                             |                                                                                             |
| Поглед на Улицу Вула Антића |                                                                                             |

Улица Вула Антића једна је од старијих градских улица у Врању. Протеже се од раскрснице, трга недалеко од Градске саборне цркве Свете Тројице и Споменика жртвама бугарских зверстава у Првом светском рату а завршава се на раскрници са Карађорђевом улицом.

## Име улице
Ова улица је више пута током историје мењала име. Стари назив улице од октобра 1928. године био је Дечанска и Кнез Михајлова. Касније, од 1947. до 1950. године улица мења назив у Стаљинову улицу. Данас се зове Улица Вула Антића.

## Улицом Вула Антића
У Улици Вула Антића данас се налазе многобројни објекти (апотеке, продавнице, играоница). Улица је позната по дрвореду липа с обе стране тротоара. На углу Улице Вула Антића је репрезентативно здање - кућа породице Костић, сазидана 1907. године. Спомен плоча револуционара из Другог светског рата Вула Антића, на приватној кући Др Вукашина Антића.

## Суседне улице
Карађорђева улица, Боре Станковића и Ивана Милутиновића.